# MW (manga)
MW (ムウ, Mu,  Uitgesproken als "Moe") is een manga van Osamu Tezuka. Hij werd voor het eerst uitgegeven in Shogakukan's tijdschrift Big Comic in Japan van 1976 tot 1978. Een Engelse uitgave van Vertical Inc. volgde in 2007. Deze editie werd genomineerd voor een Eisner Award. De Nederlandstalige editie werd uitgegeven door Uitgeverij L. In juli 2009 kwam een verfilming van de strip uit.
MW is een thriller over een Japanse priester genaamd Garai, zijn levenslange band met de seriemoordenaar Michio Yuki en een mysterieus chemisch wapen genaamd "MW" dat werd ontwikkeld door de Amerikaanse troepen in Japan.
Deze manga wordt gezien als Tezuka's antwoord op de gekiga manga uit de jaren 1960 en '70. Gekiga was een nieuwe, scherpe stripstijl voor volwassenen die zwaar contrasteerde tegenover de zachte, Disney-esque stijl die Tezuka doorgaans hanteerde. De manga is ook bekend vanwege de expliciete homoseksuele relatie die het werk bevat, iets wat in de periode waarin het gepubliceerd werd nog zeldzaam was voor het medium.